# Nationales Konservatorium
Das Nationale Konservatorium (griechisch Εθνικό Ωδείο Ethniko Odio) in Athen ist neben dem Athener Konservatorium die bedeutendste Hochschule für Musik Griechenlands.
Die Hochschule wurde 1926 durch den Komponisten Manolis Kalomiris zusammen mit einigen Künstlern und Sponsoren gegründet. Anders als das Athener Konservatorium fördert es auch die Musikausbildung Jugendlicher und hat Niederlassungen im ganzen Land sowie eine in Ägypten und eine auf Zypern. Absolventen waren unter anderem die Sängerin Maria Callas und der Dirigent Teodor Currentzis.
1940 wurde am Konservatorium die Nationaloper als fortan selbstständige Institution gegründet, deren Mitglieder zu zwei Dritteln Absolventen des Konservatoriums waren.

## Professoren (Auswahl)
- Dimitri Mitropoulos
- Avra Theodoropoulou
- Gabriel Pierné

## Bekannte Absolventen (Auswahl)
- Constantinos Carydis